# ترور عمر بن خطاب

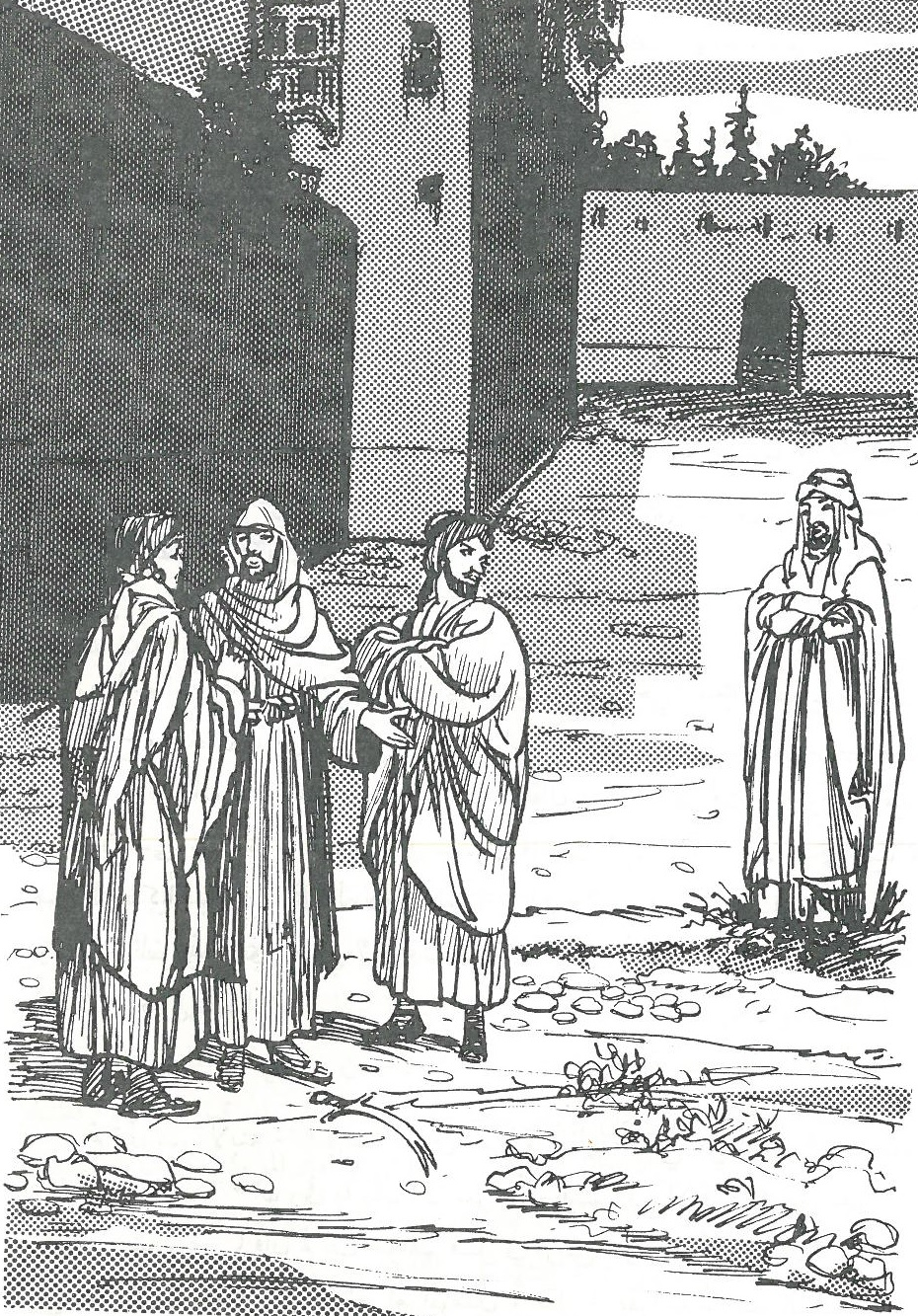
نقاشی ابولولو

در منابع شیعه آمده است که او مسلمان و شیعه علی بوده است. میرزا عبدالله افندی گفت: «فیروز یکی از بزرگترین مسلمانان و مجاهدین و در واقع یکی از مخلص‌ترین پیروان امیرالمؤمنین بود.» و نیز گفت: «مشهور است که ابولؤلؤ از بهترین شیعیان علی بود.» برخی از شیعیان او را به خاطر کشتن عمر بن خطاب مجرم می‌دانند و حکم اعدام در مدینه بر او اجرا شده است. آنها باور ندارند که قبر او در ایران واقعی است، بلکه معتقدند که او پس از اجرای مجازات اعدام در مدینه، دفن شده است.

## پیامدهای ترور
ابولؤلؤه دختر خردسالی داشت که توسط عبیدالله بن عمر کشته شد. مورخان نقل کرده‌اند که گروهی از صحابه از عثمان بن عفان خواستند که عبیدالله بنت لؤلؤه را بکشد. آنها گفتند که علی، مقداد و دیگران از عبیدالله به خاطر کشتن دختر ابولؤلؤه قصاص خواسته‌اند.

## کتابشناسی
کتابی با عنوان «اغتیال عمر بن الخطاب» با این موضوع منتشر شده است.